# Przyjdź, przyjdź, Emmanuelu
Przyjdź, przyjdź, Emmanuelu (łac. Veni, veni, Emmanuel) – chorał gregoriański. Oparty na proroctwie biblijnym z Księgi Izajasza 7:14, które mówi, że Bóg da Izraelowi znak, który będzie nazywał się Immanuel (dosł.: Bóg z nami). Ewangelia Mateusza 1:23 stwierdza wypełnienie się tego proroctwa przez narodzenie Jezusa z Nazaretu.